# みやゆう
みやゆう（6月13日 - ）は、日本のYouTuber、ゲーム実況者、オートバイレーサーである。UUUM所属。本名は宮澤 勇斗（みやざわ ゆうと）。長野県出身。

## 来歴
- 2011年1月16日- YouTubeチャンネルを開設。
- 2014年10月1日 - ポッキーらと共にUUUMに加入。
- 2017年2月14日 - ポッキーの2回目のファンイベント「ポッキー FAN MEETING 〜ポッキーの大冒険〜」をLOFT9 Shibuyaで開催され、ゲスト出演した[2]。
- 2017年9月16日 - 楽天学割Presents! ぽきみやシークレットイベントを開催[3]
- 2018年10月13日 - 筑波サーキットで開催された筑波ロードレース選手権第4戦 (クラス：ST600)に初出場（本名で参加、チーム名は「みやゆう with D;REX」。）し、本格的にオートバイレーサーの活動を開始。
- 2019年7月20日 - ツインリンクもてぎで行われたもてぎロードレース選手権2019 第3戦（クラス:ST600）で初優勝。

## 人物
主にGTA5（グランド・セフト・オート）の実況を中心に動画を投稿している。また最近では、バイクレース活動に取り組んでいる。同じくYouTuber、ゲーム実況者のポッキーとも親交があり、共にイベントを開催したりしている。また、動画ではおるたなChannelとコラボしたことがある。
また2021年6月7日に自身のYouTubeチャンネルで、2019年後半より重度の難治性うつ病を患っていることを公表。
うつ病の悪化から、2021年6月22日よりYouTubeでの活動を休止。2022年8月のみ復帰した。
2023年10月、復帰を発表。

## 主な戦績
- 2019年 - もてぎロードレース選手権2019 第3戦 初優勝（クラス：ST600）

## イベント
- ポッキー初のファンイベント「UUUM FAN MEETING 2016 Vol.5」（2016年7月23日、原宿ストロボカフェ）[5]
- U-FES.TOUR 2016
  - in Osaka 昼の部（2016年8月5日、なんばHatch）[6]
  - 〜Meet&Greet〜in Hiroshima（2016年9月21日、広島CLUB QUATTRO）[7]
  - 〜Meet&Greet〜in Sendai（2016年10月20日、Rensa）[8]
  - Final in Tokyo 昼の部（2017年1月28日、品川プリンス ステラボール）[9]
  - Final in Tokyo 昼の部（2017年1月29日、品川プリンス ステラボール）[9]
- ポッキーのファンイベント「ポッキー FAN MEETING 〜ポッキーの大冒険〜」（2017年2月14日、LOFT9 Shibuya）
- う祭 〜UUUM CARNIVAL〜2017春（2017年4月8日、TFTホール）[10]
- 夏キター！ いきなりUUUM ゲリラライブ＠新宿角座（2017年7月1日、新宿角座）[11]
  - 夜の部（ポッキー＆みやゆう）

- U-FES.2017（2017年11月18日、パシフィコ横浜 国立大ホール）[12][13]

- ZUUUM 〜Monthly Creators Live〜 10月号（2018年10月28日、STORIA）

- みやゆう 2nd STAGE in OSAKA（2019年4月28日、ESAKA MUSE）

- U-FES.TOUR 2019
  - Games in 名古屋（2020年2月8日、NAGOYA ReNY limited）[14]

## 書籍

### 雑誌
- Star Creators!〜YouTuberの本〜 October 2017（2017年9月1日）
- ムック「Boys Creator magazine」（2017年10月21日）